# Chang'e 1
Chang'e 1 ou CE-1 (du chinois : 嫦娥一号 ; pinyin : cháng'é yī hào, de Chang'e, déesse de la Lune dans la mythologie chinoise) est une sonde spatiale lunaire chinoise lancée le 24 octobre 2007. Chang'e 1 dont l'objectif est d'étudier la surface et l'environnement de la Lune en préparation d'un atterrissage est la première mission du programme d'exploration lunaire de la Chine.
La sonde de type orbiteur est équipée de 8 instruments scientifiques dont une caméra stéréoscopique à haute résolution, un altimètre laser, un spectromètre à rayon X ou encore un détecteur de vent solaire. Les objectifs de la mission sont de dresser une carte en 3 dimensions de la surface lunaire, d'étudier la répartition des éléments chimiques et de caractériser l'environnement de la Lune.
La sonde se place en orbite autour de la Lune le 5 novembre 2007. La mission s'achève 495 jours après son lancement lorsque la sonde est désorbitée et heurte la surface lunaire le 1er mars 2009 dans la Mer de la Fertilité, non loin du site d'atterrissage de la sonde soviétique Luna 16.

## Contexte
Le premier projet de sonde lunaire chinoise remonte à 1962, proposé par l'Université de Nankin, mais il n'est pas retenu. La question se pose finalement sérieusement en 1994 après le succès de la sonde Hiten envoyée par le Japon, qui démontre que l'exploration lunaire n'est pas limitée qu'aux deux Grands, mais la priorité est alors donnée au plus ambitieux programme habité. En 1995, le directeur de la recherche spatiale de l'Académie chinoise des sciences, Jiang Jingshan, annonce qu'un projet d'orbiteur lunaire est à l'étude. La mission Chang'e 1 est finalement approuvée le 28 février 2003 sous le nom officiel de projet 211, avec un budget de 1,4 milliard de yuan (140 millions d'euro).

## Objectifs de la mission
Les objectifs scientifiques sont les suivants :
- Imager la Lune en trois dimensions afin d'en déterminer la structure, la topographie, les cratères, l'histoire et l'évolution structurelle
- Déterminer la quantité et la distribution des éléments chimiques sur la Lune
- Mesurer l'épaisseur du régolithe lunaire
- Évaluer les particules et les radiations de l'environnement lunaire

La sonde doit également aider à déterminer des sites pour les futurs atterrissages du programme et tester la capacité de communication dans l'espace profond.

## Caractéristiques techniques

### Vue d'ensemble
Afin d'économiser le développement d'un engin totalement nouveau et d'utiliser des technologies ayant déjà fait leur preuve, il est choisi de réutiliser le bus d'un satellite de télécommunication Dong Fang Hong 3 de l'Académie chinoise de technologie spatiale. Le corps de la sonde est de forme cubique et de dimensions 2,2 × 1,72 × 2,2 m, avec une structure construite autour d'un réservoir cylindrique entouré de panneaux en nid d'abeilles, avec un module supérieur et un module inférieur. La masse totale au lancement de la sonde est de 2 350 kg, dont 1 200 kg de carburant. Le contrôle thermique est évalué à l'aide de capteurs et obtenu via plusieurs couches isolantes, peinture thermique, caloducs, et un système de chauffage.

### Propulsion
La propulsion principale est assurée par un unique moteur-fusée à ergols liquides d'une poussée de 490 N brûlant le couple hypergolique peroxyde d'azote et hydrazine stocké dans des réservoirs mis sous pression par de l'hélium. Ce propulseur est allumable plusieurs fois mais sa poussée n'est pas modulable ni orientable. Il est utilisé lors des manœuvres importantes telles que les changements d'orbite.

### Contrôle d'attitude
La sonde est stabilisé sur 3 axes, c'est-à-dire qu'elle dispose d'un système afin de maintenir son orientation. Cela permet aussi bien de maximiser l'énergie reçue par les panneaux solaires que de pointer les instruments scientifiques vers leurs cibles. Le moteur principal étant fixe, cela permet également de maintenir l'orientation de la sonde durant sa mise en marche. L'attitude est déterminée à l'aide de capteurs solaires, de viseurs d'étoiles, de gyroscopes et de capteurs à ultra-violet. L'orientation est modifiée à l'aide de roues de réaction et de deux grappes de 6 propulseurs de 10 N chacun. La précision de pointage obtenue est inférieure à 1° (3σ) et la précision de maintien est de 0,01°/s.

### Énergie
La sonde se fournit en énergie à l'aide de deux ailes comportant chacune trois panneaux solaires, soit une envergure totale de 18 m pour une surface de 22,7 m2 une fois déployées. La puissance électrique maximale produite est de 1 450 W et l'énergie est stockée dans des batteries nickel-hydrogène. La charge utile reçoit une puissance électrique de 161 W.

### Télécommunications
Pour les télécommunications avec le contrôle au sol, la sonde utilise une antenne parabolique orientable grand gain de 60 cm de diamètre qui se déploie une fois en orbite et 4 antennes omnidirectionnelle de faible gain. Les transmissions se font en bande S, avec un débit des données vers le sol de 3 Mo/s.

### Instruments scientifiques

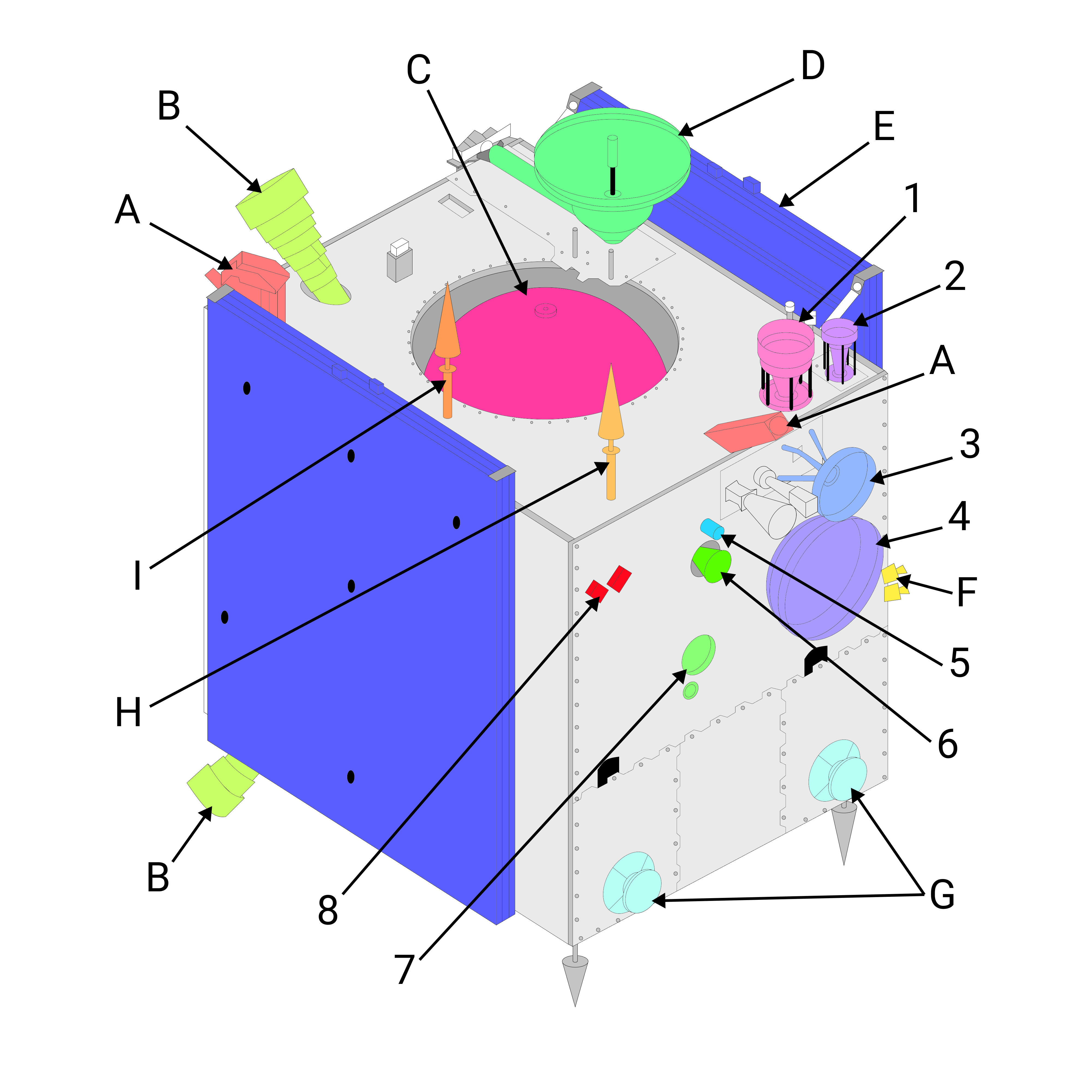
Schéma de la sonde en configuration de lancement : A : Senseur solaire; B : Viseur d'étoile; C : Réservoir d'ergol; D : Antenne grand gain; E : Panneaux solaires; F : Propulseurs d'attitude; G : Capteurs à ultra-violet; H : Antenne faible gain de transmission; I : Antenne faible gain de réception; 1 : Antenne de calibration basse-fréquence de CELMS; 2 : Antenne de calibration haute-fréquence de CELMS; 3 : Antenne d'observation haute-fréquence de CELMS; 4 : Antenne d'observation basse-fréquence de CELMS; 5 : Objectif de la caméra CCD; 6 : Capteur IIM; 7 : Altimètre laser LAM; 8 : Spectromètre à rayon X XRS

La sonde emporte en tout 8 instruments scientifiques. Six d'entre eux sont des instruments de télédétection destinés à l'observation directe de la Lune. Aucun n'est mobile et ils reposent donc sur l'orientation globale de la sonde pour pointer vers leur sujet d'étude. Ces instruments sont :
- CELMS (Chang'e 1 Lunar Microwave Sounder), aussi appelé MRM (Microwave Radiometer, Moon), est l'instrument principal de la mission. Il s'agit d'un radiomètre à micro-onde sur 4 fréquences (3 GHz, 7,8 GHz, 19,3 GHz et 37 GHz) dont l'objectif est d'étudier la profondeur du régolithe lunaire. La fréquence la plus basse étant celle permettant d'étudier le plus profondément, il fut décidé de se limiter à 3 GHz en raison des contraintes liées à la taille de l'antenne. La fréquence de 37 GHz sert à évaluer la température de brillance (en) de la surface lunaire, et les fréquences de 7,8 GHz et 19,3 GHz permettent d'obtenir la construction interne des couches du régolithe. L'instrument est calibré à l'aide de deux cibles : une charge interne à l'instrument, et en pointant vers l'espace profond. Il permit d'obtenir la première carte en micro-onde de toute la surface lunaire[3].
- Stereo Camera est une caméra stéréoscopique CCD d'une résolution d'environ 120 m, observant dans trois directions différentes simultanément : en avant (17°), en arrière (−17°) et au nadir (0°), ce qui permit d'obtenir un modèle numérique de terrain ainsi que des données d'orthophotographie, c'est-à-dire une carte en 3 dimensions de la surface de la Lune. L'instrument fonctionne dans le spectre visible entre 500 et 750 nm. La caméra a une distance focale de 23,3 mm, et utilise un capteur photographique de 1 024 × 1 024 pixels, avec une taille de pixels de 14 μm, et un angle de champ couvrant 60 km. L'instrument a une masse de 31 kg[3].
- IIM (Sagnac-based Imaging Interferometer Spectrometer) est un spectromètre interférométrique imageur à transformée de Fourier à balayage, d'une résolution de 200 m et d'un angle de champ couvrant 25,6 km. Il fonctionne dans le visible et l'infrarouge proche, entre 480 nm et 960 nm. L'objectif de l'instrument est d'obtenir des images multispectrales de la surface de la Lune, révélant des propriétés minéralogiques, chimiques et physiques du régolithe[3].
- LAM (Laser Altimeter, Moon) est un altimètre laser permettant d'étudier le relief de la Lune. Il fonctionne en calculant le temps de l'aller-retour de la lumière entre l'instrument et la surface lunaire. L'émetteur utilise un laser Nd-YAG dont la divergence est limitée à 0,6 mrad grâce à un collimateur, tandis que le récepteur de type Cassegrain a une ouverture de 140 mm. La largeur d'impulsion du laser est inférieur à 7 ns pour une fréquence de 1 Hz et une énergie de 150 mJ. L'instrument d'une masse de 15,7 kg produit 384 bit de donnée par seconde et utilise 25 W de puissance électrique. Sa résolution est de 1 m pour une incertitude de 5 m. Il est installé parallèlement à la caméra stéréoscopique[3].
- GRS (Gamma-Ray Spectrometer) est un spectromètre à rayon gamma dont l'objectif est d'observer l'abondance de plusieurs éléments chimiques à la surface de la Lune dont le carbone, l'oxygène, le magnésium, l'aluminium, le silicium, le potassium, le calcium, le fer, le thorium ou encore l'uranium. L'instrument fonctionne à l'aide d'un détecteur à scintillation principal composé d'un cristal de 12 cm de diamètre pour 7,6 cm de longueur d'iodure de césium activé de thallium, enveloppé d'un deuxième détecteur d'iodure de césium pur de 3 cm d'épaisseur en anticoïncidence avec le premier. Ce dernier sert également de bouclier entre le détecteur principal et les rayons gamma émanant de la sonde, ainsi que de la diffusion Compton environnante. Deux spectres gamma sont collectés simultanément dans une gamme d'énergie allant de 300 keV à 9 MeV sur 512 canaux différents. L'instrument a une masse de 35 kg[3].
- XRS (X-Ray Spectrometer) est un spectromètre à rayon X dont l'objectif est d'étudier l'abondance et la distribution à la surface lunaire de trois éléments liés à la formation des roches : le magnésium, l'aluminium et le silicium. Lorsque les rayons X solaires et les radiations cosmiques bombardent la surface de la Lune, certains éléments émettent des rayons X fluorescent que l'on peut identifier et évaluer la quantité grâce au spectre et à l'intensité du signal. L'instrument est subdivisé en trois capteurs : SXD (Soft X-ray Detector) étudiant les rayons X mous (1-10 keV), HXD (Hard X-ray Detector) étudiant les rayons X durs (10-60 keV), et un détecteur de rayons X solaires (1-10 keV). Le spectromètre atteint une résolution spatiale de 170 km[3].

Les deux instruments restants sont destinés à l'étude des particules et à l'environnement in-situ de la sonde. Ces instruments sont :
- HPD (High-energy Particle Detector), aussi appelé HSPD (High-energy Solar Particle Detector) est un détecteur de particules de haute énergie dont l'objectif est d'observer les ions lourds, notamment l'hélium, le lithium et le carbone, et les protons de 4 MeV à 400 MeV, dans l'espace environnant de la Lune. L'instrument a une masse de 2,4 kg[3].
- SWID (Solar Wind Ion Detector) est un double détecteur de vent solaire conçu pour analyser les ions de faible énergie dans le même espace que HPD. Les deux capteurs à la verticale l'un de l'autre consistent en un collimateur, un analyseur d'ions et un amplificateur MCP. Ils observent dans une gamme d'énergie comprise entre 0,05 keV et 20 keV, avec un champ de vue de 6,7 × 180° et une résolution angulaire de 6,7 × 15°. L'instrument a une masse de 7 kg[3].

## Déroulement de la mission

### Transit vers la Lune
Le lancement de la sonde a lieu le 24 octobre 2007 à 10 h 6 UTC depuis la base de lancement de Xichang à bord d'une fusée Longue Marche 3A. L'évènement est diffusé en direct à la télévision et 2 500 personnes assistent à l'évènement depuis des gradins situés à 2,5 km du pas de tir. La sonde est d'abord placée sur une orbite terrestre très elliptique de 205 × 50 930 km avec une inclinaison 26°, et une période de révolution de 16 h. Son périgée est ensuite hissé à 600 km.
Durant les deux semaines suivantes l'engin spatial réalise trois manœuvres afin d'hisser son apogée à 70 000 km, 120 000 km puis 380 000 km. La sonde atteint finalement les 10,9 km/s nécessaire à l'injection trans-lunaire lorsque son moteur principal est mis à feu durant 14 minutes. Le 5 novembre à 3 h 37 UTC elle s'insère sur une orbite elliptique de 200 × 8 600 km qu'elle parcourt en 12 h, en réduisant sa vitesse de 2 300 m/s à 1 948 m/s. L'orbite est ajustée le 6 novembre à 213 × 1 700 km avec une périodicité de 3,5 h. Une dernière manœuvre le 7 novembre permet de placer l'engin spatial dans son orbite de travail, calculée plus tard à 195,53 × 202,07 km avec une inclinaison de 88,2°.

### Fin de la mission
L'orbite est ajustée trois fois en février 2008, il reste alors 270 kg d'ergols. Le 6 décembre, la sonde exécute deux manœuvres afin de réduire son orbite de 200 km à 100 km d'altitude. Trois jours plus tard elle plonge à seulement 15 km au-dessus de la surface lunaire avant de retourner sur une orbite de 100 km le 20 décembre. Le 1er mars 2009 le centre de contrôle commande à la sonde une manœuvre l'emmenant s'écraser sur le sol lunaire, mettant fin à la mission après 495 jours. Le lieu de l'impact est déterminé à 1,5 ° S et 52,36 ° E, proche du cratère Taruntius et non loin de l'équateur dans la mer de la fertilité, à proximité du site d'atterrissage de Luna 16. La caméra fonctionna pour les derniers 49 km de la descente.

## Résultats scientifiques
Les premières images de la surface lunaire sont prises le 21 novembre 2008, puis rendues publiques le 27 novembre lors d'une cérémonie à Pékin par le premier ministre Wen Jiabao. La sonde photographia d'abord entre 75° Nord et 75° Sud, puis se concentra sur les pôles. Une éruption solaire fut observée le 31 décembre. Le 1er août 2008, un rapport annonça que 700 heures soit 2,76 To de données avaient été transmis au cours de 3 024 révolutions autour de la Lune.
La carte définitive de la Lune obtenue grâce à la mission est publiée en décembre 2009, faisant de la Chine le troisième pays à publier ses propres cartes lunaires, après l'Union Soviétique et les États-Unis. D'une précision de 1:2500000, elle détaillait également l'élévation du terrain. L'Union Astronomique Internationale approuva le baptême de 14 lieux (cratère, bassin d'impact, volcan), nommés d'après des scientifiques chinois. La sonde photographia les sites d'atterrissages d'Apollo 12, 14 et 15.